# Gemalto

Gemplus-Logo

Axalto-Logo

Die Gemalto N.V. ist eine niederländische Aktiengesellschaft, die sich mit der Herstellung von Chip- und Magnetstreifenkarten wie SIM-Karten für Handys, Kreditkarten, elektronische Pässe, Gesundheitskarten, Unternehmensausweise, Maestro-Karten etc. beschäftigt. 
Das Unternehmen ist in über 180 Ländern aktiv und beschäftigt über 15.000 Mitarbeiter, davon 1.500 Ingenieure und Techniker. Der Jahresetat für Forschung und Entwicklung beträgt circa 110 Millionen Euro.

## Geschichte
Die 2006 durch Zusammenschluss der Unternehmen Gemplus International (Luxemburg) und Axalto (Niederlande) entstandene Gesellschaft ist der weltweit größte Anbieter von Chipkarten, wobei der Weltmarktanteil etwa 50 % beträgt, in Europa allerdings nur 30 %. In Deutschland sind die Konkurrenten Giesecke+Devrient, Safran Morpho und die Bundesdruckerei stärker.
Gemalto gehört zu den ersten Unterstützern der FIDO-Allianz, die seit 2013 den Industriestandard Universal Second Factor (U2F) für eine allgemein anwendbare Zwei-Faktor-Authentifizierung entwickelt hat.
2010 übernahm Gemalto die insolvente Cinterion Wireless Modules Holding GmbH (vormals Siemens Wireless Modules) für 163 Mio. €, einen Hersteller von Mobilfunk-Modulen für M2M (Machine to Machine) und IoT-Kommunikation.
2014 übernahm Gemalto das US-Unternehmen Safenet für 890 Millionen US-Dollar und 2015 den Schweizer Hersteller von Sicherheits- und Identifikationslösungen, wie Reisepässen oder SuisseID, die im Aargau domizilierte Trüb AG, für einen unbekannten Kaufpreis. Die Firma ist heute unter dem Namen Gemalto AG mit Sitz in Aarau im Handelsregister eingetragen.
Ende 2017 wurde Gemalto für 4,8 Milliarden Euro von dem französischen Rüstungsunternehmen Thales übernommen. Zuvor hatte Atos 4,3 Milliarden Euro für Gemalto geboten, doch das Angebot wurde als unerwünscht zurückgewiesen.
Im Februar 2023 war Gemalto Gegenstand einer gerichtlichen Untersuchung wegen „Korruption“ und „krimineller Vereinigung“ im Zusammenhang mit einem Dutzend Regierungsaufträgen in sechs Ländern des afrikanischen Kontinents.

## Aktie
Großaktionäre waren im Jahr 2007 mit knapp 15 % Anteil die Texas Pacific Group, ein US-amerikanisches Risikokapital-Beteiligungsunternehmen, und mit 10 % Anteil die Familie Quandt. Im Juli 2013 befanden sich rund 77 % der Aktien in Streubesitz.
Die Aktien wurden unter anderem an der Euronext gehandelt. Am 24. Juni 2013 wurde Gemalto in den AEX-Index aufgenommen. Ein Delisting erfolgte am 29. Mai 2019.

## Geschäftsschwerpunkte
- 59 % (994 Mio. Euro) SIM-Karten für Mobiltelefone, mobile Kommunikation
- 23 % (392 Mio. Euro) EC- und Kreditkarten, Zahlungsverkehr
- 12 % (203 Mio. Euro) Pässe, Unternehmensausweise, Gesundheitskarten, Identifikation und Sicherheit, Kundenkarten

## Jahr-2010-Fehler
Nach dem Jahreswechsel 2009/10 funktionierten die Chips von rund 30 Millionen deutschen EC- und Kreditkarten zeitweise nicht mehr. Schuld war ein Programmierfehler seitens Gemalto, durch den die Chips die Jahreszahl 2010 nicht richtig verarbeiten konnten.

## Von NSA und GCHQ gehackte Verschlüsselung
Im Februar 2015 berichtete The Intercept, dass NSA und GCHQ aus Rechenzentren von Gemalto Daten ausspähen konnten, die es erlaubten, die als sicher geltende Kommunikation in Mobilfunknetzen zu entschlüsseln und mitzulesen.
Am 25. Februar 2015 gab Gemalto bekannt, dass die Schlüssel wahrscheinlich nicht gestohlen wurden. Es soll ausschließlich das Office-Netzwerk kompromittiert worden sein.